# 유죄 (2020년 영화)
《유죄》(영어: Guilty)는 2020년에 넷플릭스에서 방영한 인도의 영화이다.

## 캐스팅
- 키아라 아드바니 : 난키 두타 역
- 아쉬루트 자인 : 아쉬루트 역